# Radfernweg Hamburg–Rügen
Der Radfernweg Hamburg-Rügen führt auf Umwegen, teilweise geradezu im Zickzack, in einer Länge von rund 520 Kilometern von der Hansestadt Hamburg zur größten Insel Deutschlands, nach Rügen. Das ist etwa doppelt so weit wie die direktere Fahrstrecke auf kleinen und mittleren, gut zum Radfahren geeigneten Straßen von Hamburg nach Stralsund (Rügendamm) über Lübeck, Wismar und Rostock.
Der Radfernweg führt durch die Bundesländer Hamburg, Schleswig-Holstein und Mecklenburg-Vorpommern. Auf der Strecke liegen ein Nationalpark, drei Biosphärenreservate und drei Naturparks.
Von Geesthacht aus wird an der Einmündung des Elbe-Lübeck-Kanals Lauenburg erreicht. Der weitere Weg führt über Büchen nach Mölln. Es folgen Ratzeburg und das Biosphärenreservats Schaalsee. Auf der weiteren Strecke liegen Gadebusch, Schwerin, das Naturschutzgebiet Döpe und der Naturpark Sternberger Seenland. Über Güstrow und Stralsund verläuft der Weg nach Putbus und Sassnitz auf der Insel Rügen.

## Streckenverlauf
- Hamburg
- Geesthacht: 37 km/37 km
- Lauenburg: 18 km/55 km
- Mölln: 35 km/90 km
- Ratzeburg: 15 km/105 km
- Gadebusch: 34 km/139 km
- Schwerin: 29 km/168 km
- Bad Kleinen: 21 km/189 km
- Warin: 24 km/213 km
- Güstrow: 62 km / 275 km
- Teterow: 43 km/318 km
- Demmin: 51 km/369 km
- Stralsund: 76 km/445 km
- Putbus: 43 km/483 km
- Sassnitz: 33 km/516 km